# Kun Magda (színművész, 1912–1945)
Kun Magda (Szászrégen, 1912. február 17. – London, 1945. november 7.) magyar színésznő. Gyergyai István színész felesége.

## Élete
Gyermekkorát Marosvásárhelyen töltötte, ahol édesapjának, Kun Árminnak cukorkaboltja volt. Gyermekként sokszor szerepelt mint műkedvelő színész Brassóban és Marosvásárhelyt. Mint hivatásos színész, első szerepe a "Nótás kapitány" Boriskája volt. 1928-tól dr. Janovics Jenő kolozsvári társulatának volt a tagja. 1929–30-ban a Király Színházban és a New York Kabaréban lépett fel. 1930–32-ben a Városi, 1931–32-ben a Magyar Színházban játszott, nyaranta pedig a Budai Színkörben szerepelt. 1932-től a Király, a Fővárosi Operett- és a Terézkörúti Színpadon lépett fel. 1933 nyarán Bécsbe szerződött, majd Londonban szerepelt és férjével itt is telepedtek le. Az angol közönség annyira megkedvelte őket, hogy utána vissza se jöttek. Egyedül 1937-ben érkezett  Magyarországra egy rövid filmszereplés céljából.
1934 júniusában Londonban, majd Marosvásárhelyt férjhez ment Gyergyai István színészhez, akitől később elvált.
Mindössze 33 évesen, "hosszas szenvedés után" hunyt el egy londoni kórházban, de halálának pontos okáról nem közöltek részleteket a korabeli újságok.

## Filmjei
- Filléres gyors (1932) - Fiatal asszony
- A vén gazember (1932, magyar-német) - Magda
- ...und es leuchtet die Pußta - Magda
- Dance Band (1934) - Anna
- Mai lányok (1937) - Cili
- Családi pótlék (1937) - Mary, színésznő
- Old Mother Riley in Paris (1938) - Madame Zero
- Room for Two (1939) - Mimi
- Old Mother Riley Overseas (1943)
- Heaven Is Round the Corner (1944) - Musette
- Meet Sexton Blake (1945) - Yvonne
- Dead of Night (1945) - Mitzi